# ディクソン郡 (テネシー州)
ディクソン郡（英: Dickson County）は、アメリカ合衆国テネシー州の中央部北西に位置する郡である。2010年国勢調査での人口は49,666人であり、2000年の43,156人から15.1%増加した。郡庁所在地はシャーロット町（人口1,235人）であり、同郡で人口最大の都市はディクソン市（人口14,538人）である。
ディクソン郡はナッシュビル・デビッドソン・マーフリーズボロ・フランクリン大都市圏に属している。

## 歴史
ディクソン郡は1803年10月25日に、テネシー州議会を通過した法で設立された。テネシー州95郡のうち25番目だった。領域はモンゴメリー郡とロバートソン郡の一部から取られた。郡名はナッシュビル市の医者であり、当時は州議会議員を務めていたウィリアム・ディクソンに因んで名付けられた。ディクソン医師はディクソン郡内に住んだことはなかったが、その親戚が郡初期の開発に重要な役割を果たしていた。またアンドリュー・ジャクソン大統領の親友だったと考えられてもいる。
ジェイムズ・ロバートソン将軍がディクソン郡内にテネシー州のフロンティアでは初の鉄鋼所を建設した。1804年、ロバートソンはその溶解炉をモンゴメリー・ベルに売却した。ベルは後に州内でも最も裕福な資本家かつ工業経営者の一人になった。
1917年7月、ディクソン市のアラモ劇場で大衆集会が開催され、郡内を通りブリストルからメンフィスに通じる高規格道路の測量のために760ドルを集めた。この金は集会に出席した人々から15分も経たないうちに集められた。道路の測量は1917年8月14日に始められた。この道路が建設されたことで、ディクソン郡は「ブロードウェイ・オブ・アメリカ」、現在ではアメリカ国道70号線と呼ばれる、ニューヨークとサンフランシスコを繋ぐ道路沿いにあることになった。
1952年11月4日、フランク・G・クレメントが郡出身では初めて州知事に選出された。クレメントは1953年から1959年と、1963年から1967年の2回知事を務めた。その功績は現在もディクソン郡民やテネシー州民に恩恵を与え続けている。

## 地理
アメリカ合衆国国勢調査局に拠れば、郡域全面積は491平方マイル (1,271.7 km2)であり、このうち陸地490平方マイル (1,269.1 km2)、水域は1平方マイル (2.6 km2)で水域率は0.29%である。
ディクソン郡の北東側をカンバーランド川が流れ、雨水はハーペス川に排水されている。
ディクソン市の北西13 km にあるラスキン洞窟は、1894年から1896年までユートピア社会主義者のコロニーがあった場所である。当時は250人ほどが住んでいた。

### 隣接する郡
- モンゴメリー郡 - 北
- チーザム郡 - 東
- ウィリアムソン郡 - 南東
- ヒックマン郡 - 南
- ハンフリーズ郡 - 南西
- ヒューストン郡 - 北西

## 人口動態

2000人口ピラミッド

以下は2000年国勢調査による人口統計データである。
| 基礎データ - 人口: 43,156人 - 世帯数: 16,473 世帯 - 家族数: 12,173 家族 - 人口密度: 34人/km2（88人/mi2） - 住居数: 17,614軒 - 住居密度: 14軒/km2（36軒/mi2） 人種別人口構成 - 白人: 93.25% - アフリカン・アメリカン: 4.58% - ネイティブ・アメリカン: 0.40% - アジア人: 0.27% - 太平洋諸島系: 0.01% - その他の人種: 0.47% - 混血: 1.01% - ヒスパニック・ラテン系: 1.12% 年齢別人口構成 - 18歳未満: 26.6% - 18-24歳: 8.1% - 25-44歳: 30.7% - 45-64歳: 22.9% - 65歳以上: 11.7% - 年齢の中央値: 36歳 - 性比（女性100人あたり男性の人口） - 総人口: 96.2 - 18歳以上: 92.9 | 世帯と家族（対世帯数） - 18歳未満の子供がいる: 35.6% - 結婚・同居している夫婦: 58.3% - 未婚・離婚・死別女性が世帯主: 11.5% - 非家族世帯: 26.1% - 単身世帯: 22.3% - 65歳以上の老人1人暮らし: 8.9% - 平均構成人数 - 世帯: 2.59人 - 家族: 3.02人 収入と家計 - 収入の中央値 - 世帯: 39,056米ドル - 家族: 45,575米ドル - 性別 - 男性: 32,252米ドル - 女性: 23,686米ドル - 人口1人あたり収入: 18,043米ドル - 貧困線以下 - 対人口: 10.2% - 対家族数: 8.1% - 18歳未満: 12.9% - 65歳以上: 11.8% |

## 環境に関する人種差別と汚染水
1988年から2000年、大半が黒人の集落であるエノロードにいた家族が、高濃度のトリクロロエチレンで汚染された水を飲んでいた。エノロードにゴミ埋め立て場が造成され、不法投棄があったために、土地とさらにエノロードの井戸が汚染された。ホルト家はその農場にある3か所の井戸から飲料水を汲んでおり、家族が病気になり始めた。数人はガンだと診断された。白人の家族がその水が汚染されているか判断する試験を行い、ホルト家などはそれを怠っていた。白人の家族はその水を飲まないよう忠告する文書を受け取り、別の水源を与えられていたが、黒人の家族はその水が飲料に適しているという文書を受け取り、15年間飲み続けた。
2003年、ホルト家はディクソン市、ディクソン郡、スコービル社を相手取って訴訟を起こした。スコービル社は元ディクソン市にあったスコービル・シュレーダー自動車製造工場が所有する会社であり、アセトンと塗料のシンナーを投棄していた。「ハリー・ホルト対スコービル社別名サルタイア産業社他事件」はディクソン郡巡回裁判所での審理が中断している。2004年11月、巡回裁判所判事ジョージ・セクストンが、ディクソン郡埋め立て地に近い井戸水に毒物を混ぜられたとしているホルト家の苦情に対して、人種差別を付け加えられると裁定した。井戸水からトリクロロエチレンが検出されたので、郡は2000年以降ホルト家の水道代を払い続けていた。ホルト家が訴訟を起こした後、ディクソン郡郡政委員会は2004年に水道代支払いを停止させた。2009年12月までにホルト・エルステッドと自然資源防衛委員会に勤めていたその母が、郡、市および製造会社数社を訴え、汚染を除去し、抑制することを求めた。2011年末に訴訟は結審された。いかなる団体も責任を認めず、郡と市は水質を管理する費用を提供し、汚染の危険性のある住民には市上水との配管を行って提供することとなった。

## 都市と町
| - シャーロット - 郡庁所在地 - ディクソン - スレイデン - バーンズ | - バンリーア - ホワイトブラフ - テネシーシティ |